# Василије Перић
Василије Перић (Бијељина, 14. јануар 1965) српски је политичар и економиста. Бивши је начелник општине Угљевик и функционер Српске демократске странке (СДС).

## Биографија
Василије Перић је рођен 14. јануара 1965. године у Бијељини, СФРЈ. Прве године живота живио је у Тутњевцу, гдје је похађао ниже разреде основне школе. У Бијељини је завршио основну и средњу економску школу, а дипломирао је 1990. године на Економском факултету у Брчком.
Од јануара 1990. године до новембра 1996. године радио је на пословима секретара Општинског секретаријата за привреду и урбанизам у Општини Угљевик, затим професионалну каријеру наставља у „СДК“ и „Развојној банци“ у Угљевику.
Функцију предсједника Скупштине општине Угљевик обављао је у периоду од маја 2000. године до марта 2001.године.
На пријевременим локалним изборима 2001. изабран је за начелника општине Угљевик.
Њему је 2024. додељена Златна повеља Српске краљевске академије научника и уметника „Др Драга Љочић”.
На локалним изборима одржаним 2024. године изгубио је повјерење грађана који су изабрали противкандидата Драгана Гајића (СНСД). Функцију Начелника општине Угљевик обављао је 23 године  - до новембра 2024. године.
Ожењен је и отац двије кћерке.